# Noan Lelarge
Noan Lelarge, nacido el 23 de junio de 1975 en Romilly-sur-Seine, es un ciclista francés, que fue profesional de 2000 a 2010. 

## Palmarés
| 1999 - Tour de Corrèze 2002 - 1 etapa del Circuito de las Ardenas - Boucle de l'Artois 2006 - 1 etapa del Tour de l'Ain - 1 etapa del Tour de Limousin - 1 etapa del Tour de la Somme | 2007 - 1 etapa del Tour de Normandía - Polymultipliée Lyonnaise 2008 - 1 etapa de la Ruta del Sur - 3º en el Campeonato de Francia de ciclismo contrarreloj 2010 - 1 etapa del Circuito Montañés |

## Resultados en Grandes Vueltas y Campeonatos del Mundo
| Carrera         | 2000 | 2001 | 2002 | 2003 | 2004 | 2005 | 2006 | 2007 | 2008 | 2009 | 2010 |
| --------------- | ---- | ---- | ---- | ---- | ---- | ---- | ---- | ---- | ---- | ---- | ---- |
| Giro de Italia  | -    | Ab.  | -    | -    | -    | -    | -    | -    | -    | -    | -    |
| Tour de Francia | -    | -    | -    | -    | -    | -    | -    | -    | -    | -    | -    |
| Vuelta a España | -    | -    | -    | -    | -    | -    | -    | -    | -    | -    | -    |
| Mundial en Ruta | -    | -    | -    | -    | -    | -    | -    | -    | -    | -    | -    |

-: no participa 

Ab.: abandono